# Taxation no Tyranny
Taxation no Tyranny (letteralmente "Tassazione non è tirannia") è un saggio scritto da Samuel Johnson nel 1775 che affrontava la questione della sovranità del Parlamento britannico in risposta alla Dichiarazione e risoluzioni del Primo congresso continentale.

## Contenuto
Taxation no Tyranny fu scritto in difesa dei Coercive Acts, una serie di cinque leggi riguardanti le colonie britanniche del Nord America e al contempo questo scritto era la risposta di Johnson alla Dichiarazione e risoluzioni del Primo congresso continentale d'America, in cui si ribadì il principio "Nessuna tassazione in mancanza di rappresentanza". Johnson sostenne che emigrando in America, i coloni avevano "volontariamente rinunciato al loro diritto al voto", ma godevano ancora una di una "virtuale rappresentanza" in Parlamento. In una parodia della Dichiarazione dei Diritti, Johnson fece capire che i coloni d'America non avevano più diritto della popolazione di Cornovaglia di autogovernarsi. Se gli Americani volevano essere eletti in Parlamento, disse Johnson, potevano trasferirsi in Inghilterra e acquistare una tenuta. Johnson denunciò "come traditori della patria" gli inglesi sostenitori dei separatisti d'America, e si augurò che la controversia venisse composta senza spargimento di sangue, ma che si concludesse comunque con "supremazia Inglese e obbedienza Americana". Anni prima, Johnson aveva sostenuto che l'Inghilterra e la Francia erano nient'altro che "due ladroni" che stavano sottraendo ai nativi le loro terre e che non meritavano di vivere in quelle terre. Dopo la firma della Pace di Parigi nel 1783, che stabilì la sconfitta definitiva dei britannici da parte dei coloni, Johnson fu "profondamente turbato" dalla "condizione di questo regno".

## Critica
Lo storico Gordon S. Wood ha osservato del saggio che la "dottrina della sovranità quasi da sola costrinse il dibattito imperiale a essere condotto nei termini più teorici della scienza politica"
Johnson credeva che "deve esserci, in ogni società, un qualche potere dal quale non vi sia appello". Come ha osservato Gordon Wood, questo significava che per Johnson, "una tale sovranità non necessitava di alcuna giustificazione rappresentativa" mentre "quei fanatici dell'anarchia" (nelle 13 colonie) stavano promuovendo un affronto che "nessuno aveva mai avuto".
La frase di Johnson "nella sovranità non ci sono gradi" è ampiamente citata e influenzò persino John Wesley nel suo "A Calm Address To Our American Colonies".
William Searle Holdsworth ha elogiato Johnson per la sua descrizione molto più chiara della sovranità parlamentare rispetto a quella descritta da William Blackstone. Holdsworth si è concentrato in particolare sulla convinzione di Johnson che tale sovranità non "si esima da interrogativi o controlli, e limitata solo dalla necessità fisica".
Secondo Bertrand Harris Bronson, "Taxation no Tyranny" conteneva l'intera teoria politica di Johnson secondo cui "i diritti legali sono emanazioni che, giustamente o meno, possono essere legalmente revocati". Ciò è in netto contrasto con i cittadini delle colonie che credevano che i "Diritti degli inglesi" fossero immutabili. Lo storico A. J. Beitzinger ha tracciato parallelismi tra la frase di Johnson sulla sovranità e le gradazioni con il governatore reale Thomas Hutchinson, che ha affermato di non conoscere "alcun confine che possa essere tracciato tra la suprema autorità del Parlamento e la totale indipendenza delle colonie".
Il presidente John Quincy Adams considerava il trattato di Johnson "controverso" dato il suo argomento espressamente enunciato che "nella sovranità non ci sono gradi. Che possa esserci una monarchia limitata; ci può essere un consolato limitato; ma non può esserci un governo limitato.", che sembrava rimproverare i malcontenti americani.
Tuttavia, altri studiosi e storici hanno notato il saggio di Johnson per la sua frase "Come mai sentiamo gli ululati più forti per la libertà dai conducenti di negri?". Lo storico di Yale, Sterling, Edmund Morgan ha scritto che "i virginiani potrebbero aver avuto un apprezzamento speciale per la libertà così cara ai repubblicani, perché vedevano ogni giorno come sarebbe stata la vita senza di essa".  Alcuni storici hanno giustapposto la frase di Johnson con l'osservazione di Edmund Burke che "in Virginia e nelle Caroline hanno una vasta moltitudine di schiavi. Laddove questo è il caso in qualsiasi parte del mondo, coloro che sono liberi sono di gran lunga i più orgogliosi e gelosi della loro libertà".